# Nyctibora sinop
Nyctibora sinop es una especie de cucaracha del género Nyctibora, familia Ectobiidae. Fue descrita científicamente por Rocha e Silva & Aguiar en 1978.
Habita en Brasil.